# 埃什梅

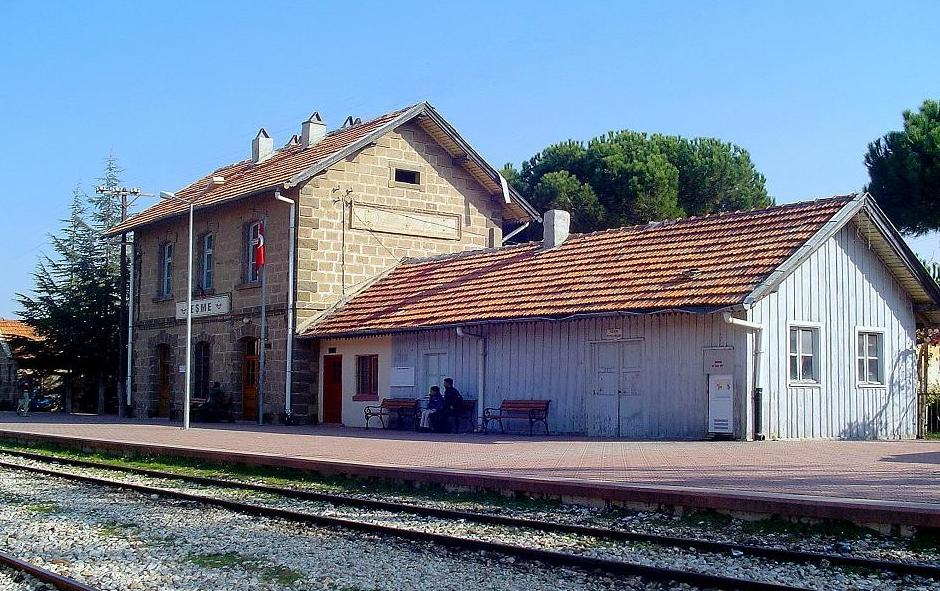

埃什梅是土耳其的城鎮，由烏沙克省負責管轄，位於該國西部，距離首府烏沙克62公里，面積1,338平方公里，海拔高度783米，主要經濟活動有農業和畜牧業，2011年人口13,849。